# Jaroslav Kamarád
Jaroslav Kamarád (* 21. března 1931) je bývalý český silniční motocyklový závodník.

## Závodní kariéra
V místrovství Československa startoval na motocyklu ČZ v letech 1960–1966. V roce 1960 startoval na ČZ 175 cm³, v roce 1961 na ČZ 125 cm³, v roce 1962 skončil na ČZ 125 cm³ celkově čtvrtý, v roce 1963 skončil na ČZ 175 cm³ celkově na 2. místě , v roce 1964 byl na ČZ 175 cm³ pátý, v roce 1965 na ČZ 175 cm³ čtvrtý a v roce 1966 na ČZ 175 cm³ skončil celkově osmý. V roce 1966 dojel při závodě v Hořicích druhý za Milanem Karfíkem.

## Úspěchy
- 2. místo v mistrovství Československa 1963 do 175 cm³
- 300 ZGH
  - 1966 2. místo do 175 cm³